# Hveragerði
Hveragerði est une municipalité et une ville du sud-ouest de l'Islande située au sud-est de la capitale Reykjavik, sur la côte sud du pays. En 2022, la ville compte 2 984 habitants.

## Géographie

### Situation
Hveragerði est située dans le sud-ouest de l'Islande, dans le comté d'Árnessýsla, à une quarantaine de kilomètres à l'est-sud-est de la capitale Reykjavik.

### Topographie
La municipalité, d'une superficie de 8 km2, est bordée au sud par l'océan Atlantique et au sud-est par le fleuve Varmá. La localité de Hveragerði en elle-même est sise dans la plaine côtière, adossée aux reliefs qui forment le nord et l'ouest de la municipalité.

### Géologie

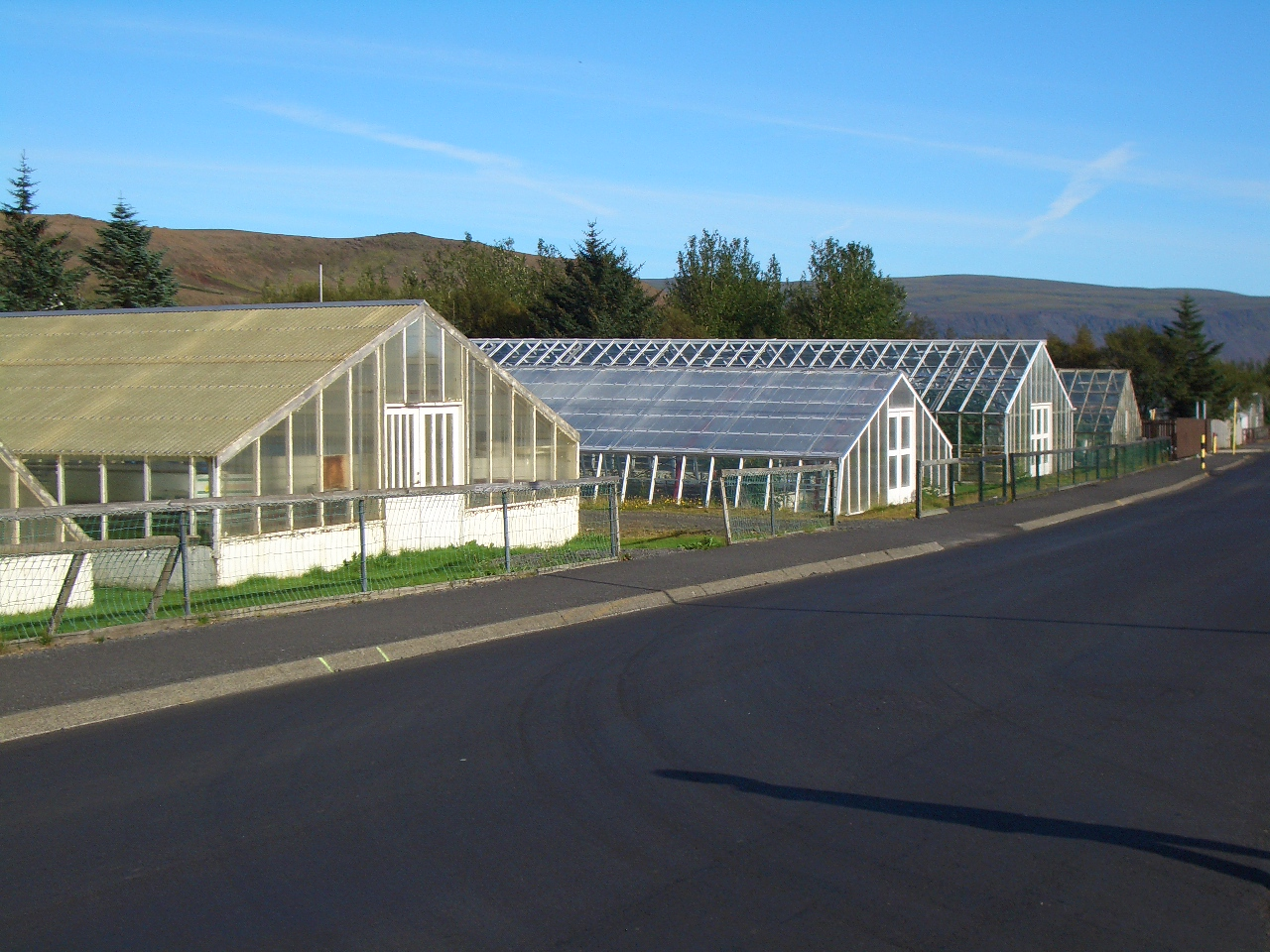
Serres à Hveragerði.

Hveragerði est réputée pour ses sources chaudes alimentées par le volcan Hengill situé au nord-ouest. Ces sources ont permis l'installation de serres qu'elles alimentent en chaleur afin de permettre la culture d'espèces tempérées mais aussi tropicales comme celle de la banane.

## Démographie
La municipalité de Hveragerði compte 2 274 habitants au 1er décembre 2007 ce qui lui donne une densité de population de 284 hab/km2. Entre 2002 et 2006, la population active a augmenté de 17,3 % dans la municipalité, principalement en raison de sa proximité avec la capitale Reykjavik située à une quarantaine de kilomètres à l'ouest-nord-ouest et la forte augmentation du prix de l'immobilier qui s'y est produite durant la même période.
Le village côtier de Þorlákshöfn situé au sud de la municipalité permet de rejoindre en ferry l'île de Heimaey dans les îles Vestmann.

## Jumelages
La ville de Hveragerði est jumelée avec :
- Brande (en) (Danemark)
- Tarp (Danemark)
- Äänekoski (Finlande)
- Örnsköldsvik (Suède)
- Sigdal (Norvège)
- Toftir (Îles Féroé)